# Tasman Series 1966
Tasman Series 1966 var ett race som vanns av Jackie Stewart, före Graham Hill och Jim Clark, vilket var en brittisk trippelseger.

## Delsegrare
| Datum       | Bana         | Vinnare         |
| ----------- | ------------ | --------------- |
| 8 januari   | Pukekohe     | Graham Hill     |
| 15 januari  | Levin        | Richard Attwood |
| 22 januari  | Wigram       | Jackie Stewart  |
| 29 januari  | Teretonga    | Jackie Stewart  |
| 13 februari | Warwick Farm | Jim Clark       |
| 20 februari | Lakeside     | Graham Hill     |
| 27 februari | Sandown      | Jackie Stewart  |
| 7 mars      | Longford     | Jackie Stewart  |

## Slutställning
| Plats | Förare          | Poäng |
| ----- | --------------- | ----- |
| 1     | Jackie Stewart  | 45    |
| 2     | Graham Hill     | 30    |
| 3     | Jim Clark       | 25    |
| 4     | Jim Palmer      | 21    |
| 5     | Frank Gardner   | 18    |
| 6     | Richard Attwood | 15    |